# (32415) 2000 RH30
2000 RH30 (asteroide 32415) é um asteroide da cintura principal. Possui uma excentricidade de 0.05678920 e uma inclinação de 9.40243º.
Este asteroide foi descoberto no dia 1 de setembro de 2000 por LINEAR em Socorro.